# Kılavuzlar, Karabük
Kılavuzlar là một xã thuộc thành phố Karabük, tỉnh Karabük, Thổ Nhĩ Kỳ. Dân số thời điểm năm 2010 là 1.441 người.